# Штрукдорф
Штрукдорф (њем. Strukdorf) општина је у њемачкој савезној држави Шлезвиг-Холштајн. Једно је од 95 општинских средишта округа Зегеберг. Према процјени из 2010. у општини је живјело 255 становника. Посједује регионалну шифру (AGS) 1060081.

## Географски и демографски подаци
Штрукдорф се налази у савезној држави Шлезвиг-Холштајн у округу Зегеберг. Општина се налази на надморској висини од 53 метра. Површина општине износи 7,3 km². У самом мјесту је, према процјени из 2010. године, живјело 255 становника. Просјечна густина становништва износи 35 становника/km².